# Tipula (Platytipula) membranifera
Tipula (Platytipula) membranifera is een tweevleugelige uit de familie langpootmuggen (Tipulidae). De soort komt voor in het Palearctisch gebied.